# Marko Zaror
Marko Zaror Aguad (nascido em 10 de junho de 1978) é um artista marcial e ator chileno.

## Carreira
Zaror tem formação em diversas modalidades de artes marciais desde a infância e se inspirou na carreira de Bruce Lee. Participou de vários filmes de ação em língua espanhola, como Chinango e Kiltro, e também atuou como dublê de Dwayne "The Rock" Johnson no filme Bem-Vindo à Selva (2003). Seu trabalho mais recente é o filme John Wick 4: Baba Yaga, no qual ele interpreta o personagem Chidi. Além de ator, ele também é coreógrafo de lutas e produtor de alguns de seus filmes.

## Vida pessoal
Reside em Los Angeles, Califórnia. Adotou uma dieta cetogênica para aprimorar seu desempenho e depois a integrou com uma dieta vegetariana por motivos éticos, ambientais e de saúde. Depois adotou a dieta carnívora [en].